# Porphyrogenes spanda
Porphyrogenes spanda is een vlinder uit de familie van de dikkopjes (Hesperiidae). De wetenschappelijke naam van de soort is voor het eerst geldig gepubliceerd in 1952 door William Harry Evans.